# Хидари, Сатико
Сатико Хидари (яп. 左幸子  Хидари Сатико), настоящее имя: Сатико Накамура (яп. 額村 幸子  Накамура Сатико) (род. 29 июня 1930 года, Асахи, Симониикава, Тояма — 7 ноября 2001 года, Токио) — японская актриса, продюсер и режиссёр. Много снималась в течение трёх десятилетий (в 1950—1970-е годы), создав образы в фильмах японских режиссёров Хэйноскэ Госё, Тому Утиды, Сёхэя Имамуры, Сусуму Хани, Киндзи Фукасаку и других. Стала третьей японской женщиной (после Тадзуко Саканэ и Кинуё Танаки), отважившейся «встать по другую сторону камеры», что в Японии XX века было табуированным; режиссёрская карьера длилась недолго.

## Биография

#### Ранние годы
Рождённая в сельской местности префектуры Тояма, Сатико была старшей дочерью в многодетной семье торговца антиквариатом. Имела трёх братьев и трёх сестёр. По окончании средней школы в 1947 году, девушка поступила в Токийский женский колледж физического воспитания. Окончив колледж в 1950 году, Сатико какое-то время работала учителем музыки и физкультуры в 5-й токийской муниципальной средней школе. В 1951 году появилась в качестве модели на страницах первого семейного выпуска популярного издания Yomiuri.

#### Карьера в кино
Так вспоминала актриса о своём приходе в кинематограф: «С детства любила смотреть кино, но никогда не думала, что сама буду играть. Случайно, через общую знакомую, меня порекомендовали одному кинорежиссёру»,
Тем кинорежиссёром, которому её порекомендовали, был Хиромаса Номура, крепкий профессионал жанрового кино. Сатико дебютировала в одной из центральных ролей его фильма «Ошибки молодости» (1952). Роль Асако в этом фильме, исполненная юной дебютанткой, произвела хорошее впечатление на студийное руководство компании «СинТохо» и с девушкой был заключён контракт. Однако, молодая актриса не согласилась на долгосрочный контракт, подписав со студией эксклюзивный договор, оставив за собой право на съёмки в других кинокомпаниях. Сатико Накамура, с первой же роли изменившая свою настоящую фамилию на Хидари, быстро добилась успеха, снявшись в таких популярных кинолентах тех лет, как «Источник молодости» режиссёра Нобуо Накагавы (1953, роль Моёко) и «Гостиница в Осака» режиссёра Хэйноскэ Госё (1954, роль Оёнэ).
Со второй половины 1954 года Хидари начинает сотрудничать с кинокомпанией «Никкацу», куда её пригласил известный актёр и режиссёр Со Ямамура для съёмок в поставленном им фильме «Чёрное течение» (1954). В 1956 году актриса добилась признания, получив свою первую награду — кинопремию «Майнити». Хидари была названа лучшей актрисой второго плана за её роли 1955 года, сыгранные в кинокартинах «Домашняя кухня» (реж. Сэйдзи Хисамацу) и «Жизнь кувырком» (реж. Масахиро Макино). В том же, 1956 году получила и первую международную награду — приз за лучшее исполнение женской роли в фильме «Преступление Сиро Камисаки» на кинофестивале в ирландском городе Корке. К лучшим достижениям актрисы в период её работы в кинокомпании «Никкацу» также признано исполнение роли проститутки Осомэ в одной из лучших японских комедий «Солнце в последние дни сёгуната» (реж. Юдзо Кавасима) и роль Кэйко Мидорикавы, главной героини фильма Сэйдзюна Судзуки «Весна наших ошибок» (1958).
Участие Хидари в фильмах движения независимых, как, например, работа у известного представителя этого направления Тадаси Имаи в киноленте «Мрак среди дня» (1956), где она сыграла роль Канэко, жены невинно приговорённого к смертной казни героя, привело к конфликту между актрисой и боссами кинокомпании «Никкацу». Верная энергичным послевоенным женщинам, которых она постоянно изображала на экране, сама Хидари проявила немало личного мужества, оставив «Никкацу», одну из главных студий 1950-х, чтобы стать полностью свободной актрисой, не связанной никакими студийными контрактами. Во время этого скандального ухода актрисе угрожали бандиты якудза, которые, как полагают, были наняты кинокомпанией, боссы которой были в ярости от подобного проявления независимости.
Актрисе и её тогдашнему мужу режиссёру Сусуму Хани всемирную известность принесла картина «Она и он» (1963) — социологическое и психологическое исследование жизни мелких служащих, живущих в больших многоквартирных домах. Жена одного из таких служащих, Наоко, которую играет Сатико Хидари, живёт в новом доме. Ей удалось скопить деньги и на холодильник, и на стиральную машину. Но из окон её благополучной квартиры виден другой мир — целый городок лачуг. Наоко полна участия к своим нищим соседям, но общего языка с ними найти не может. Мастерски исполнила актриса роль человека, чьё искреннее отношение к судьбе обездоленных не находит ответного чувства: жители трущоб и обитатели новых домов принадлежат к разным мирам. Новые грани актёрского таланта Хидари продемонстрировала и в известной ленте Сёхэя Имамуры «Женщина-насекомое» (в оригинале — «Японское насекомое», 1963), в которой режиссёр рассказал о женщине, на долю которой выпали такие испытания, что, казалось, выжить нельзя. Но героиня Томэ, сыгранная Хидари, выживает. Она, как жизнеспособное насекомое, учится извлекать прямую выгоду из самых немыслимых обстоятельств, заставляя служить себе самые гибельные законы действительности. За обе эти роли (Наоко в «Она и он» и Томэ в «Женщине-насекомом») актриса была удостоена приза «Серебряный медведь» на XIV международном кинофестивале в Западном Берлине, а также национальных наград — кинопремий «Голубая лента», «Майнити» и «Кинэма Дзюмпо».
Среди лучших работ Хидари, созданных в 1960—1970-е годы: роль проститутки Яэ Сугито в фильме режиссёра-ветерана Тому Утиды «Беглец из прошлого» (другое название — «Пролив голода», 1965) принесла актрисе вторую премию «Майнити» и звание лучшей актрисы года, роль скромной японки Тамико, приехавшей в далёкое Перу, чтобы выйти замуж за человека, с которым долго переписывалась, и найти здесь покой и семейное счастье (фильм «Невеста Анд», 1966, реж. Сусуму Хани) актриса показала как всё лучше и тоньше её героиня понимает душу народа, как осваивает привычки индейцев, уклад их жизни, как их горе и радости становятся истинной её судьбой, за роль Омин в киноленте Ёситаро Номуры «Жизнь женщины» (1967) Сатико Хидари в третий раз была награждена кинопремией «Майнити» (в номинации Лучшая женская роль второго плана). В киноленте классика японского кинематографа Хэйноскэ Госё «Мать и одиннадцать детей» Хидари воплотила на экране не очень грамотную, но очень обыкновенную крестьянку Тору Ёсиду счастливо живущую вместе со своим мужем Садахару и воспитавшую 11 детей. Трагическая судьба простой женщины, тщетно добивающейся от властей правды о своём муже, казнённом в последние дни Второй мировой войны якобы за дезертирство, показана актрисой в фильме Киндзи Фукасаку «Под флагом восходящего солнца» (1972). За исполнение небольшой роли Осаи, приёмной матери главного героя фильма Ясудзо Масумуры «Самоубийство влюблённых в Сонэдзаки» (1979) Хидари была номинирована на премию Японской академии.
Сатико Хидари стала третьей женщиной-режиссёром в Японии, после первопроходцев на этом поприще Тадзуко Саканэ и Кинуё Танаки. В 1971 году Хидари поставила новеллу в международном проекте «Любовь женщин» (фр. L'amour au féminin, англ. Hot Pants; копродукция Швеции, Франции, США, Японии и ФРГ), в которой рассказывалось о современной молодой японке, не имеющей права выбрать себе мужа и должной следовать традиционному обычаю сватовства. Первая и единственная полнометражная картина в режиссёрской карьере Хидари — «Дальняя дорога» (1977) номинировалась на «Золотого медведя» XXVIII международного кинофестиваля в Западном Берлине. Действие фильма охватывает три послевоенных десятилетия и рассказывает о драме женщины, жены железнодорожника на Хоккайдо. Фильм обошёлся его создателям в 120 миллионов иен. Финансировал постановку Японский национальный профсоюз работников железнодорожного транспорта. Так как фильм не окупился в прокате (если точнее, Хидари даже не удалось найти дистрибьютора для проката фильма и демонстрировался он ограниченными показами через киноклубы, а также при помощи профсоюзов на предприятиях), Хидари не смогла в дальнейшем найти финансы для её намечавшихся проектов и на этом её режиссёрская карьера завершилась.

#### Личная жизнь
С 1959 года актриса состояла в браке с известным кинорежиссёром, одним из мэтров новой волны японского кино 1960-х, Сусуму Хани (род. 1928). Актриса исполнила главные роли в двух поставленных мужем фильмах («Она и он», 1963, и «Невеста Анд», 1966). После того, как Сатико Хидари уличила мужа в связи с её младшей сестрой Кимико Накамурой, актриса подала на развод в 1977 году.
От брака с Сусуму Хани у актрисы была дочь Миё Хани (1964—2014), актриса, режиссёр и сценарист, снявшаяся в документальном фильме отца «Песнь феи. Миё» (1971). После развода родителей Миё осталась жить с отцом, по сообщениям в СМИ дочь не общалась с матерью и даже не присутствовала на её похоронах.

#### Последние годы жизни и смерть
В середине 1980-х годов у Сатико Хидари была удалена часть желудка после диагностики рака. Снялась в течение 1990-х годов ещё в нескольких фильмах. Но в 2001 году у актрисы вновь диагностировали рак, на сей раз опухоль затронула лёгкое. 7 ноября 2001 года Сатико Хидари скончалась в Токийском национальном онкологическом центре на 72 году жизни.
На церемонии награждения кинопремии «Майнити» 2002 года актриса Сатико Хидари была удостоена специальной премии за карьеру (посмертно).

## Награды и номинации
| Награда                                        | Год  | Категория                                   | Фильм                               | Результат |
| ---------------------------------------------- | ---- | ------------------------------------------- | ----------------------------------- | --------- |
| Кинопремия «Майнити»                           | 1956 | Лучшая женская роль второго плана           | Домашняя кухня Жизнь кувырком       | Победа    |
| Кинопремия «Майнити»                           | 1964 | Лучшая женская роль                         | Она и он Женщина-насекомое          | Победа    |
| Кинопремия «Майнити»                           | 1966 | Лучшая женская роль                         | Пролив голода (Беглец из прошлого)  | Победа    |
| Кинопремия «Майнити»                           | 1968 | Лучшая женская роль второго плана           | Жизнь женщины                       | Победа    |
| Кинопремия «Майнити»                           | 2002 | Специальная премия за карьеру (посмертно)   |                                     | Победа    |
| Кинопремия «Кинэма Дзюмпо»                     | 1964 | Лучшая женская роль                         | Она и он Женщина-насекомое          | Победа    |
| Кинопремия «Голубая лента»                     | 1964 | Лучшая женская роль                         | Она и он Женщина-насекомое          | Победа    |
| Международный кинофестиваль в Корке            | 1956 | Лучшая женская роль                         | Преступление Сиро Камисаки          | Победа    |
| Международный кинофестиваль в Западном Берлине | 1964 | «Серебряный медведь» за лучшую женскую роль | Она и он Женщина-насекомое          | Победа    |
| Международный кинофестиваль в Западном Берлине | 1978 | «Золотой медведь» за лучший фильм           | Дальняя дорога                      | Номинация |
| Кинопремия Японской академии                   | 1979 | Лучшая женская роль второго плана           | Самоубийство влюблённых в Сонэдзаки | Номинация |

## Фильмография
| Избранная фильмография актёрских работ в кино и на телевидении Сатико Хидари | Избранная фильмография актёрских работ в кино и на телевидении Сатико Хидари | Избранная фильмография актёрских работ в кино и на телевидении Сатико Хидари | Избранная фильмография актёрских работ в кино и на телевидении Сатико Хидари | Избранная фильмография актёрских работ в кино и на телевидении Сатико Хидари | Избранная фильмография актёрских работ в кино и на телевидении Сатико Хидари | Избранная фильмография актёрских работ в кино и на телевидении Сатико Хидари |
| Год                                                                          | Русское название                                                             | Оригинальное название                                                        | Название на ромадзи                                                          | Английское название в международном прокате                                  | Режиссёр                                                                     | Роль                                                                         |
| ---------------------------------------------------------------------------- | ---------------------------------------------------------------------------- | ---------------------------------------------------------------------------- | ---------------------------------------------------------------------------- | ---------------------------------------------------------------------------- | ---------------------------------------------------------------------------- | ---------------------------------------------------------------------------- |
| 1950-е годы                                                                  |                                                                              |                                                                              |                                                                              |                                                                              |                                                                              |                                                                              |
| 1952                                                                         | «Ошибки молодости»                                                           | 若き日のあやまち                                                             | Wakaki hi no ayamachi                                                        | Mistakes of Young Days                                                       | Хиромаса Номура                                                              | Асако Ёсиока                                                                 |
| 1952                                                                         | «Санта и Тиёнояма»                                                           | 三太と千代の山                                                               | Santa to Chiyonoyama                                                         | Santa and Chiyonoyama                                                        | Мотоёси Ода                                                                  | '                                                                            |
| 1952                                                                         | «Это закончится в Мунтинлупе»                                                | モンテンルパの夜は更けて                                                     | Muntinlupa no yo wa fukete                                                   | It’s Getting Late in Muntinlupa                                              | Нобуо Аояги                                                                  | Харуэ Кидзаки                                                                |
| 1952                                                                         | «Дневники юности: Осака»                                                     | アチャコ青春手帖 大阪篇                                                      | Achako seishun techō ōsaka hen                                               |                                                                              | Хиромаса Номура                                                              |                                                                              |
| 1952                                                                         | «---»                                                                        | サラリーマン喧嘩三代記                                                       | Sarariman kenka sandaiki                                                     | Record of Three Generations of Quarreling Salarymen                          | Умэцугу Иноуэ                                                                | дочь Намико                                                                  |
| 1953                                                                         | «Битва за цветы и глупый отец»                                               | 親馬鹿花合戦                                                                 | Oyabaka hana gassen                                                          | The Battle of the Flowers and the Stupid Father                              | Кунио Ватанабэ                                                               | Кёко                                                                         |
| 1953                                                                         | «Санта, сделай всё возможное!»                                               | 三太頑れっ！                                                                 | Santa gambare                                                                | Santa, Do Your Best                                                          | Умэцугу Иноуэ                                                                | учительница Ханаоги                                                          |
| 1953                                                                         | «Дневники юности. Часть 3»                                                   | アチャコ青春手帳第三話 まごころ先生の巻                                      | Achako seishun techō dai san wa ma gokoro sensei no maki                     |                                                                              | Сюэ Мацубаяси                                                                | Ёко Асакура                                                                  |
| 1953                                                                         | «Принцесса и ронин»                                                          | 姫君と浪人                                                                   | Himegimi to rōnin                                                            | Princess and Ronin                                                           | Тосио Симура                                                                 | О-Гин                                                                        |
| 1953                                                                         | «---»                                                                        | 池田屋騒動                                                                   | Ikedaya Sodo                                                                 |                                                                              | Томиясу Икэда                                                                | старшая дочь                                                                 |
| 1953                                                                         | «Дело об убийстве татуированной»                                             | 刺青殺人事件                                                                 | Shisei satsujin jiken                                                        | Irezumi                                                                      | Кадзуо Мори                                                                  | Кёко Кавахата                                                                |
| 1953                                                                         | «Сексуальная книга для невесты»                                              | 人生読本 花嫁の性典                                                          | Jinsei dokuhon hanayome no seiten                                            | Life Text — Sex Book for the Bride                                           | Сигэо Накаги                                                                 | Макиэ                                                                        |
| 1953                                                                         | «Источник молодости»                                                         | 思春の泉                                                                     | Shishun no izumi                                                             | Spring of Adolescence                                                        | Нобуо Накагава                                                               | Моёко                                                                        |
| 1954                                                                         | «Гостиница в Осака»                                                          | 大阪の宿                                                                     | Osaka no yado                                                                | An Inn at Osaka                                                              | Хэйноскэ Госё                                                                | Оёнэ                                                                         |
| 1954                                                                         | «Молодой Такубоку: Гений в облаках»                                          | 若き日の啄木 雲は天才である                                                  | Wakaki hi no takuboku: Kumo wa tensai de aru                                 | The Youth of Takuboku: Genius in a Cloud                                     | Нобуо Накагава                                                               | Понта                                                                        |
| 1954                                                                         | «Гейша Хидэкома»                                                             | 芸者秀駒                                                                     | Geisha Hidekoma                                                              | Geisha Hidekoma                                                              | Такэси Сато                                                                  | Сигэко Одагири                                                               |
| 1954                                                                         | «Истории, рассказанные профессором Исинака: Молодые автостопщики»            | 石中先生行状記 青春無銭旅行                                                  | Ishinaka-sensei gyōjōki: Seishun musen ryokō                                 | Conduct Report on Professor Ishinaka: Youthful Hitchhikers                   | Нобуо Накагава                                                               | Тосэко                                                                       |
| 1954                                                                         | «Чёрное течение»                                                             | 黒い潮                                                                       | Kuroi ushio                                                                  | Black Tide                                                                   | Со Ямамура                                                                   | Сэцуко Иба, секретарь                                                        |
| 1954                                                                         | «Миллиардер»                                                                 | 億万長者                                                                     | Okuman choja                                                                 | A Billionaire                                                                | Кон Итикава                                                                  | Асако                                                                        |
| 1954                                                                         | «Петух прокричал ещё раз»                                                    | 鶏はふたゝび鳴く                                                             | Niwatori wa futatabi naku                                                    | The Cock Crows Twice                                                         | Хэйноскэ Госё                                                                | Танико Мисаки                                                                |
| 1955                                                                         | «Домашняя кухня» («Мать»)                                                    | おふくろ                                                                     | Ofukuro                                                                      | Mother                                                                       | Сэйдзи Хисамацу                                                              | Минэко Огура                                                                 |
| 1955                                                                         | «Нянькин сын»                                                                | 女中ッ子                                                                     | Jochukko                                                                     | The Maid’s Kid                                                               | Томотака Тадзака                                                             | Хацу Оримото                                                                 |
| 1955                                                                         | «Жизнь кувырком» («Такова жизнь»)                                            | 人生とんぼ返り                                                               | Jinsei tombo gaeri                                                           | Life Is a Somersault / Such is Life                                          | Масахиро Макино                                                              | Окику                                                                        |
| 1955                                                                         | «Дети Аогасимы: Дневники учительницы»                                        | 青ヶ島の子供たち 女教師の記録                                                | Aogashima no kodomotachi — Onna kyôshi no kiroku                             | Children of Aogashima: Record of a Woman Teacher                             | Нобуо Накагава                                                               | Сэцуко Хироэ                                                                 |
| 1956                                                                         | «Я не преступник»                                                            | 俺は犯人じゃない                                                             | Ore wa han’nin janai                                                         | I’m Not the Criminal                                                         | Хироси Ногути                                                                | Юки                                                                          |
| 1956                                                                         | «Воздушный шарик»                                                            | 風船                                                                         | Fusen                                                                        | The Balloon                                                                  | Юдзо Кавасима                                                                | Руико Асо                                                                    |
| 1956                                                                         | «Преступление Сиро Камисаки»                                                 | 神阪四郎の犯罪                                                               | Kamisaka Shirô no hanzai                                                     | The Crime of Shiro Kamisaka                                                  | Сэйдзи Хисамацу                                                              | Тиё Умэхара                                                                  |
| 1956                                                                         | «Мрак среди дня»                                                             | 真昼の暗黒                                                                   | Mahiru no ankoku                                                             | Darkness at Noon                                                             | Тадаси Имаи                                                                  | Канэко Нагаи                                                                 |
| 1956                                                                         | «Люди из Токио»                                                              | 東京の人 前後篇                                                              | Tokyo no hito zengōhen                                                       | A Person of Tokyo. Part 1                                                    | Кацуми Нисикава                                                              | Асако Сираи                                                                  |
| 1956                                                                         | «Это дом»                                                                    | 雑居家族                                                                     | Zakkyo kazoku                                                                | This is Home                                                                 | Сэйдзи Хисамацу                                                              | Хамако Миягава                                                               |
| 1956                                                                         | «Люди Окинавы»                                                               | 沖縄の民                                                                     | Okinawa no tami                                                              | People in Okinawa                                                            | Такуми Фурукава                                                              | Матико                                                                       |
| 1956                                                                         | «Вылазка человека-торпеды»                                                   | 人間魚雷出撃す                                                               | Ningen gyorai shutsugekisu                                                   | The Human Torpedoes' Sortie                                                  | Такуми Фурукава                                                              | Рэйко                                                                        |
| 1957                                                                         | «Кто получит реванш?»                                                        | 復讐は誰がやる                                                               | Fukushû wa dare ga yaru                                                      | Who Is Getting Revenge?                                                      | Хироси Ногути                                                                | Сумико                                                                       |
| 1957                                                                         | «Женщина-пантера и разбойник»                                                | 女豹とならず者                                                               | Mêhyu to narazû mono                                                         | Female Panther and the Rogue                                                 | Хироси Ногути                                                                | Охару                                                                        |
| 1957                                                                         | «Мадам»                                                                      | マダム                                                                       | Madamu                                                                       | Madame                                                                       | Ютака Абэ                                                                    | Миё Мацуока                                                                  |
| 1957                                                                         | «Мы просим удачи»                                                            | 倖せは俺等のねがい                                                           | Shiawase wa oira no negai                                                    | Happiness Is Our Wish                                                        | Дзюкити Уно                                                                  | Юрико Судо                                                                   |
| 1957                                                                         | «Солнце в последние дни сёгуната»                                            | 幕末太陽伝                                                                   | Bakumatsu taiyôden                                                           | The Sun Legend of the End of the Tokugawa Era                                | Юдзо Кавасима                                                                | Осомэ, проститутка                                                           |
| 1957                                                                         | «Искушение»                                                                  | 誘惑                                                                         | Yûwaku                                                                       | Temptation                                                                   | Ко Накахира                                                                  | Хидэко / Юко                                                                 |
| 1957                                                                         | «Девять заключённых-смертников»                                              | 九人の死刑囚                                                                 | Kunin no shikeishû                                                           |                                                                              | Такуми Фурукава                                                              | Минако Ёсинага                                                               |
| 1957                                                                         | «Тёплое течение»                                                             | 暖流                                                                         | Danryu                                                                       | Warm Current                                                                 | Ясудзо Масумура                                                              | Гин Исидо                                                                    |
| 1958                                                                         | «Канал»                                                                      | 春泥尼                                                                       | Shundeini                                                                    | The Canal                                                                    | Ютака Абэ                                                                    | Сюнкёни                                                                      |
| 1958                                                                         | «Человек в тумане»                                                           | 霧の中の男                                                                   | Kiri no naka no otoko                                                        | A Man in the Fog                                                             | Корэёси Курахара                                                             | Эма                                                                          |
| 1958                                                                         | «Кровавая набережная»                                                        | 血の岸壁                                                                     | Chî no gâmpeki                                                               | Bloody Breakwater                                                            | Такуми Фурукава                                                              | Саэгуса                                                                      |
| 1958                                                                         | «Весна наших ошибок»                                                         | 踏みはずした春                                                               | Fumihazushita haru                                                           | The Smugglers                                                                | Сэйдзюн Судзуки                                                              | Кэйко Мидорикава                                                             |
| 1959                                                                         | «Песня тележки»                                                              | 荷車の歌                                                                     | Niguruma no uta                                                              | The Cart Song                                                                | Сацуо Ямамото                                                                | Отоё                                                                         |
| 1959                                                                         | «Наводнение»                                                                 | 氾濫                                                                         | Hanran                                                                       | Flood                                                                        | Ясудзо Масумура                                                              | Сатико Нисияма                                                               |
| 1959                                                                         | «Тысяча летящих журавлей»                                                    | 千羽鶴秘帖                                                                   | Senbazuru hichô                                                              | A Thousand Flying Cranes                                                     | Кэндзи Мисуми                                                                | Отаки                                                                        |
| 1960-е годы                                                                  |                                                                              |                                                                              |                                                                              |                                                                              |                                                                              |                                                                              |
| 1960                                                                         | «Заповедь женщины» (новелла 1: «Женщина, которая любила укусить за ушко»)    | 女経 (第一話 耳を噛みたがる女)                                               | Jo kei (dai ichi wa mimi o kami ta garu onna)                                | A Woman’s Testament (segment 1)                                              | Ясудзо Масумура                                                              | Сацуки                                                                       |
| 1960                                                                         | «Правило пистолета»                                                          | 拳銃の掟                                                                     | Kenjū no okite                                                               |                                                                              | Мицуо Мураяма                                                                | Томоэ                                                                        |
| 1960                                                                         | «Ненавижу, ненавижу, ненавижу»                                               | 嫌い嫌い嫌い                                                                 | Kirai kirai kirai                                                            | Don’t Like, Don’t Like, Don’t Like                                           | Хирому Эдагава                                                               | Акико Татибана                                                               |
| 1960                                                                         | «Крылья Акацуки»                                                             | 暁の翼                                                                       | Akatsuki no tsubasa                                                          |                                                                              | Сокити Томимото                                                              | Кадзуэ Китагава                                                              |
| 1960                                                                         | «Демон горы Оэ»                                                              | 大江山酒天童子                                                               | Ōeyama Shuten-dōji                                                           | The Demon of Mt. Oe                                                          | Токудзо Танака                                                               | Ибараги                                                                      |
| 1960                                                                         | «Хороший парень»                                                             | 素敵な野郎                                                                   | Suteki na yarō                                                               |                                                                              | Сокити Томимото                                                              | Риэ                                                                          |
| 1960                                                                         | «Я люблю тебя больше всех»                                                   | 誰よりも君を愛す                                                             | Dare yori mo kimi o aisu                                                     |                                                                              | Сигэо Танака                                                                 | Норико Катагири                                                              |
| 1961                                                                         | «Мужской брэнд»                                                              | 男の銘柄                                                                     | Otoko no meigara                                                             | The Brand of Man                                                             | Таро Югэ                                                                     | Томоко Хасэбэ                                                                |
| 1962                                                                         | «О моей матери и умершем сыне»                                               | のこされた子とのこした母と                                                   | Nokosareta ko to nokoshita haha to                                           |                                                                              | Масатеру Нисияма                                                             | Тикако Ямагути                                                               |
| 1962                                                                         | «В этой мирской суете»                                                       | 青べか物語                                                                   | Ao beka monogatari                                                           | The Story of Aobeka / This Madding Crowd                                     | Юдзо Кавасима                                                                | Осэй                                                                         |
| 1962                                                                         | «По этому мосту»                                                             | あの橋の畔で                                                                 | Ano hashi no hotori de                                                       | By That Bridge                                                               | Ёситаро Номура                                                               | Токи Матида                                                                  |
| 1962                                                                         | «По этому мосту-2»                                                           | あの橋の畔で 第２部                                                          | Ano hashi no hotori de dainibu                                               | By That Bridge: Part 2                                                       | Ёситаро Номура                                                               | Токи Матида                                                                  |
| 1963                                                                         | «По этому мосту-3»                                                           | あの橋の畔で 第３部                                                          | Ano hashi no hotori de daisanbu                                              | By That Bridge: Part 3                                                       | Ёситаро Номура                                                               | Токи Матида                                                                  |
| 1963                                                                         | «Без роду и племени»                                                         | 無宿人別帳                                                                   | Mushukunin-betsuchô                                                          | Escape from Hell                                                             | Кадзуо Иноуэ                                                                 | Орин                                                                         |
| 1963                                                                         | «Город звёздной пыли»                                                        | 星屑の町                                                                     | Hoshikuzu no machi                                                           |                                                                              | Кунио Тэкии                                                                  | Каё                                                                          |
| 1963                                                                         | «Со всей любовью к Его Величеству»                                           | 拝啓天皇陛下様                                                               | Haikei tenno heika sama                                                      | Dear Emperor / To Your Majesty the Emperor                                   | Ёситаро Номура                                                               | госпожа Мунэмото                                                             |
| 1963                                                                         | «Женщин называют женами»                                                     | 妻という名の女たち                                                           | Tsuma toiuna no onnatachi                                                    | Women Called 'Wives'                                                         | Масанори Какэи                                                               | Нацуё Ясуги                                                                  |
| 1963                                                                         | «По этому мосту. Финальная глава»                                            | あの橋の畔で 完結篇                                                          | Ano hashi no hotori de kanketsu-hen                                          | By That Bridge: Conclusion                                                   | Ёситаро Номура                                                               | Токи Матида                                                                  |
| 1963                                                                         | «Она и он»                                                                   | 彼女と彼                                                                     | Kanojo to kare                                                               | She and He                                                                   | Сусуму Хани                                                                  | Наоко Исикава                                                                |
| 1963                                                                         | «Японское насекомое» (в России — «Женщина-насекомое»)                        | にっぽん昆虫記                                                               | Nippon konchûki                                                              | The Insect Woman                                                             | Сёхэй Имамура                                                                | Томэ Мацуки                                                                  |
| 1964                                                                         | «Алая камелия»                                                               | 五瓣の椿                                                                     | Goben no tsubaki                                                             | The Scarlet Camellia                                                         | Ёситаро Номура                                                               | Осоно                                                                        |
| 1965                                                                         | «Беглец из прошлого» («Пролив голода»)                                       | 飢餓海峡                                                                     | Kiga kaikyo                                                                  | A Fugitive from the Past / Straits of Hunger                                 | Тому Утида                                                                   | Яэ Сугито                                                                    |
| 1966                                                                         | «Невеста Анд»                                                                | アンデスの花嫁                                                               | Andesu no hanayome                                                           | Bride of the Andes                                                           | Сусуму Хани                                                                  | Тамико                                                                       |
| 1966                                                                         | «Мать и одиннадцать детей»                                                   | かあちゃんと１１人の子ども                                                   | Kaachan to 11-nin no kodomo                                                  | Mother and Her Eleven Children                                               | Хэйноскэ Госё                                                                | Тора Ёсида                                                                   |
| 1967                                                                         | «Всепрощающее сердце» («Весенняя погода»)                                    | 春日和                                                                       | Kasuga kanō / Haru biyori                                                    | The Forgiving Heart / Springlike Weather                                     | Хидэо Ооба                                                                   | Тоё Такэути                                                                  |
| 1967                                                                         | «Жизнь женщины»                                                              | 女の一生                                                                     | Onna no issho                                                                | A Woman’s Life                                                               | Ёситаро Номура                                                               | Омин                                                                         |
| 1968                                                                         | «История двух якудза: Хисякаку и Кирацунэ»                                   | 人生劇場 飛車角と吉良常                                                      | Jinsei gekijo: Hishakaku to Kiratsune                                        | Hishakaku and Kiratsune                                                      | Тому Утида                                                                   | Осодэ                                                                        |
| 1969                                                                         | «Дикое море»                                                                 | 荒い海                                                                       | Arai umi                                                                     | The Wild Sea                                                                 | Токудзиро Ямадзаки                                                           | Сэцуко Такимура                                                              |
| 1970-е годы                                                                  |                                                                              |                                                                              |                                                                              |                                                                              |                                                                              |                                                                              |
| 1971                                                                         | «Она жива»                                                                   | 喜劇 女生きてます                                                            | Kigeki: Onna ikitemasu                                                       |                                                                              | Адзума Морисаки                                                              | Рюко                                                                         |
| 1972                                                                         | «Под флагом восходящего солнца»                                              | 軍旗はためく下に                                                             | Gunki hatameku motoni                                                        | Under the Flag of the Rising Sun                                             | Киндзи Фукасаку                                                              | Сакиэ Тогаси                                                                 |
| 1973                                                                         | «Северная семья» (ТВ сериал)                                                 | 北の家族                                                                     | Kita no kazoku                                                               | Northern Family                                                              | Цунэо Мацуи                                                                  | Хару Сасаки, мать                                                            |
| 1976                                                                         | «Босоногий Гэн»                                                              | はだしのゲン                                                                 | Hadashi no Gen                                                               | Barefoot Gen                                                                 | Тэнго Ямада                                                                  | Кимиэ Накаока                                                                |
| 1977                                                                         | «Молодёжь»                                                                   | 若い人                                                                       | Wakai hito                                                                   | Young People                                                                 | Ёсисукэ Кавасаки                                                             | Хацу Энами                                                                   |
| 1977                                                                         | «Дальняя дорога»                                                             | 遠い一本の道                                                                 | Toi ippon no michi                                                           | The Far Road                                                                 | Сатико Хидари                                                                | Сатоко Такиноуэ                                                              |
| 1977                                                                         | «Алая связь» (ТВ сериал)                                                     | 赤い絆                                                                       | Akai Kizuna                                                                  | Red Ties                                                                     | Сокити Томимото, Такаси Номура, Ясуо Фурухата, Хироси Окамото…               | Сидзуко Ёсикава                                                              |
| 1978                                                                         | «Самоубийство влюблённых в Сонэдзаки»                                        | 曽根崎心中                                                                   | Sonezaki shinjū                                                              | The Love Suicides at Sonezaki                                                | Ясудзо Масумура                                                              | Осаи                                                                         |
| 1980-е годы                                                                  |                                                                              |                                                                              |                                                                              |                                                                              |                                                                              |                                                                              |
| 1981                                                                         | «Влажное сердце: Дело о лесбийских убийствах» (ТВ фильм)                     | 濡れた心 レズビアン殺人事件                                                  | Nureta kokoro: Rezubian satsujin jiken                                       | Nureta kokoro: Lesbian Murder Case                                           | Масахару Сэгава                                                              | Сидзуко Микурия                                                              |
| 1985                                                                         | «Мисима: Жизнь в четырёх главах» (США—Япония)                                | Mishima: A Life in Four Chapters (англ.)                                     |                                                                              | Mishima: A Life in Four Chapters                                             | Пол Шредер                                                                   | мать Осаму                                                                   |
| 1986                                                                         | «---»                                                                        | 春駒のうた                                                                   | Harukoma no uta                                                              | Song of the Spring Horse                                                     | Сэйдзиро Кояма                                                               | Канэ Хосино                                                                  |
| 1990-е годы                                                                  |                                                                              |                                                                              |                                                                              |                                                                              |                                                                              |                                                                              |
| 1993                                                                         | «Могила и развод»                                                            | お墓と離婚                                                                   | Ohaka to rikon                                                               | The Grave and Divorce                                                        | Рё Ивамацу                                                                   | Тиэко                                                                        |
| 1994                                                                         | «Тайная жизнь якудза 6»                                                      | 静かなるドン６                                                               | Shizuka naru don 6                                                           |                                                                              | Цутому Касима                                                                |                                                                              |
| 1995                                                                         | «Поющий бамбук»                                                              | ただひとたびの人                                                             | Tada hito tabi no hito                                                       | The Singing Bamboo                                                           | Тэцу Като                                                                    | мать                                                                         |
| 1995                                                                         | «Сукияки»                                                                    | スキヤキ                                                                     | Sukiyaki                                                                     | Sukiyaki                                                                     | Дзюнъити Судзуки                                                             | Ханако Михара                                                                |
| 1996                                                                         | «Тайная жизнь якудза 8»                                                      | 静かなるドン８                                                               | Shizuka naru don 8                                                           |                                                                              | Цутому Касима                                                                |                                                                              |

## Комментарии
1. ↑  В советском прокате фильм демонстрировался с июля 1957 года — опубликовано: журнал для работников кинопроката «Новые фильмы», 1957. Выпуск 3: Ориентировочный план выпуска новых художественных фильмов в 3 квартале 1957 года.
2. ↑  В советском прокате фильм демонстрировался с февраля 1962 года под названием «Песня о тележке», р/у Госкино СССР № 1159/61 — опубликовано: «Аннотированный каталог фильмов действующего фонда: Художественные фильмы», М.: «Искусство»-1963, С. 238.
3. ↑  В советском прокате фильм демонстрировался с августа 1970 года, р/у Госкино СССР № 2101/69 (до 15 апреля 1976 года) — опубликовано: «Каталог фильмов действующего фонда. Выпуск II: Зарубежные художественные фильмы», Инф.-рекл. бюро упр. кинофикации и кинопроката комитета по кинематографии при Совете министров СССР, М.-1972, стр. 89.
4. ↑  В советском прокате фильм демонстрировался с февраля 1969 года, р/у Госкино СССР № 2214/68 (до 1 июля 1975 года) — опубликовано: «Каталог фильмов действующего фонда. Выпуск II: Зарубежные художественные фильмы», Инф.-рекл. бюро упр. кинофикации и кинопроката комитета по кинематографии при Совете министров СССР, М.-1972, С. 69.